# Henric Höglund
Henric Höglund (* 22. Dezember 1977 in Hammarö) ist ein schwedischer Eishockeyspieler, der seit 2011 beim HC Vita Hästen in der Division 1 unter Vertrag steht. Seine Brüder Jonas und Bengt sowie seine Cousins Emil Bejmo und Viktor Bejmo sind ebenfalls Eishockeyspieler.

## Karriere
Henric Höglund begann seine Karriere als Eishockeyspieler beim Hammarö HC, für den er von 1994 bis 1997 aktiv war, in der damals drittklassigen Division 2. Anschließend spielte er für die Zweitligisten IFK Munkfors und Bofors IK, ehe er im Laufe der Saison 1998/99 zu Leksands IF aus der Elitserien wechselte. Die folgende Spielzeit beendete der Stürmer bei seinem Ex-Club Bofors IK und anschließend IF Sundsvall Hockey in der mittlerweile als zweite Liga eingeführten HockeyAllsvenskan. In dieser stand er von 2000 bis 2002 für den IK Oskarshamn auf dem Eis. Zur Saison 2002/03 unterschrieb Höglund bei Stjernen Hockey in der norwegischen GET-ligaen, ehe er von 2003 bis 2005 in der HockeyAllsvenskan für Nyköpings Hockey und erneut Bofors IK antrat. Daraufhin kehrte der Schwede nach Norwegen zurück, wo er je eine Spielzeit bei seinem Ex-Club Stjernen Hockey und den Stavanger Oilers verbrachte. 
Zu Beginn der Saison 2007/08 erhielt er einen Vertrag bei SaiPa Lappeenranta in der höchsten finnischen Liga, der SM-liiga. Er verließ den Club bereits während der Saison und spielte fortan für die Storhamar Dragons, mit dem er 2008 Norwegischer Meister wurde. In der Saison 2008/09 ging Höglund wieder für Stjernen Hockey in der GET-ligaen aufs Eis und wurde am Saisonende als Topscorer, bester Torschütze und Spieler des Jahres ausgezeichnet. Zudem wurde er in das All-Star-Team der Liga gewählt. Somit konnte sich der Center für einen Vertrag für die Saison 2009/10 beim amtierenden slowakischen Meister HC Košice empfehlen. Für Košice absolvierte er 14 Spiele, in denen ihm vier Scorerpunkte gelangen, bevor er Ende Oktober 2009 zu Stjernen Hockey zurückkehrte. Zur Saison 2011/12 kehrte er nach Schweden zurück und unterschrieb einen Vertrag in der drittklassigen Division 1 beim HC Vita Hästen. 

## Erfolge und Auszeichnungen
- 2005 Gewinn der IIHF Inlinehockey-Weltmeisterschaft
- 2008  Norwegischer Meister mit den Storhamar Dragons
- 2009 Topscorer und Toptorjäger der norwegischen Elitserien[1]
- 2009 Spieler des Jahres der norwegischen Elitserien
- 2009 All-Star-Team der norwegischen Elitserien